# Ouvrage du Col-de-Brouis
L'ouvrage du Col-de-Brouis est une fortification faisant partie de la ligne Maginot, située sur la commune de Breil-sur-Roya dans le département des Alpes-Maritimes.
Il s'agit d'un petit ouvrage d'artillerie composé de trois blocs, il avait pour but d'interdire le col de Brouis reliant la vallée de la Roya au nord à celle de la Bévéra au sud, soit la route reliant le col de Tende à la ville de Sospel.

## Description

### Position sur la ligne
Les fortifications françaises construites le long des frontières orientales dans les années 1930, surnommées la « ligne Maginot », étaient organisées en 24 secteurs, eux-mêmes subdivisés hiérarchiquement en plusieurs sous-secteurs et quartiers. L'ouvrage de Saint-Roch se trouve dans le secteur fortifié des Alpes-Maritimes (SFAM), plus précisément dans le sous-secteur de Sospel et le quartier de Braus.
Les défenses étaient organisées en profondeur : d'abord la frontière elle-même était surveillée par les points d'appui légers des sections d'éclaireurs-skieurs (les SES, y compris celles détachées des BCA). Ensuite, un peu plus en retrait, une série d'avant-postes forme une ligne de défense : chaque avant-poste, tenu par une section de fantassins, est de taille modeste (un seul dans le quartier : celui de Castès-Ruines). Puis encore un peu plus à l'ouest, à environ cinq kilomètres de la frontière, se trouve la « ligne principale de résistance », composée d'une succession d'ouvrages bétonnés : les plus gros étaient armés avec de l'artillerie et se soutenaient mutuellement en flanquement (dans le quartier, ce sont les ouvrages de l'Agaisen, de Saint-Roch et du Barbonnet), avec un petit ouvrage d'infanterie (celui du Champ-de-Tir-de-l'Agaisen) et neuf petites casemates dans les intervalles. Enfin, encore un peu plus en arrière, étaient implantées les installations de soutien, que ce soit les positions de tir de l'artillerie de position ou les installations logistiques (postes de commandement, dépôts de munitions, etc.).
La mission de l'ouvrage était d'interdire le passage par le col de Brouis, mais aussi de participer au barrage d'artillerie de long de la ligne principale de résistance grâce à ses mortiers tirant en flanquement. La position est complétée par un barrage de route, composé d'un petit bâtiment au bord de la route descendant vers Beuil, avec deux créneaux pour FM.

### Souterrains
Comme tous les autres ouvrages de la ligne Maginot, celui du Col-de-Brouis est conçu pour résister à un bombardement d'obus de gros calibre. Les organes de soutien sont donc aménagés en souterrain, creusés sous plusieurs mètres de roche, tandis que les organes de combat, dispersés en surface sous forme de blocs, sont protégés par d'épais cuirassements en acier et des couches de béton armé.
Le casernement de temps de guerre (un bout de galerie aménagé en dortoir), le système de ventilation, le PC, le central téléphonique, la cuisine, le poste de secours, les réserves d'eau, de nourriture, de gazole et de munitions sont tous en souterrain, reliés entre eux par une galerie voûtée. L'ouvrage disposait d'une petite usine produisant de l'électricité, avec trois groupes électrogènes (un seul suffisait en régime normal), composés chacun d'un moteur Diesel SMIM 2 SR 19 (deux cylindres, fournissant 50 ch à 600 tr/min) couplé à un alternateur, complétés par un petit groupe auxiliaire (un moteur CLM 1 PJ 65, de 8 ch à 1 000 tr/min) servant à l'éclairage d'urgence de l'usine et au démarrage pneumatique des gros diesels. Le refroidissement des moteurs se fait par circulation d'eau.

### Blocs
L'ouvrage a en surface une entrée et deux blocs de combats.
Le bloc 1 est une entrée mixte assez rare car les hommes et les munitions rentraient par la même entrée, défendue par deux créneaux pour fusil mitrailleur (FM) et une cloche GFM (pour « guetteur et fusil mitrailleur ») type A.
Le bloc 2 comporte deux créneaux pour mortier de 81 mm modèle 1932, un créneau pour jumelage de mitrailleuses Reibel (JM) et un canon antichar de 47 mm (les deux étant permutables) tous orientés vers Breil-sur-Roya. La façade avait comme défense un créneau pour FM. Sur la dalle se trouve une cloche JM orienté vers les pentes de la cime du Bosc et la Croix de Cougoule. Une cloche GFM du type A et une cloche VDP (« à vie directe et périscopique », indicatif O 72) furent explosées par les Allemands en 1945.
Le bloc 3 est composé de deux créneaux pour mortier de 81 mm modèle 1932 et une cloche JM, tous orientés vers le sud-est, ainsi qu'un créneau FM de défense des façades et une cloche LG (pas équipée) et une cloche GFM type A.
Les mitrailleuses et fusils mitrailleurs de l'ouvrage étaient chacun protégés par une trémie blindée et étanche (pour la protection contre les gaz de combat). Ils tirent la même cartouche de 7,5 mm à balle lourde (modèle 1933 D de 12,35 g au lieu de 9 g pour la modèle 1929 C).
Les mitrailleuses étaient des MAC modèle 1931 F, montées en jumelage (JM) pour pouvoir tirer alternativement, permettant le refroidissement des tubes. La portée maximale avec cette balle (Vo = 694 m/s) est théoriquement de 4 900 mètres (sous un angle de 45°, mais la trémie limite le pointage en élévation à 15° en casemate et à 17° dans une cloche GFM), la hausse est graduée jusqu'à 2 400 mètres et la portée utile est plutôt de 1 200 mètres. Les chargeurs circulaires pour cette mitrailleuse sont de 150 cartouches chacun, avec un stock de 50 000 cartouches pour chaque jumelage. La cadence de tir théorique est de 750 coups par minute, mais elle est limitée à 450 (tir de barrage, avec trois chargeurs en une minute), 150 (tir de neutralisation et d'interdiction, un chargeur par minute) ou 50 coups par minute (tir de harcèlement, le tiers d'un chargeur). Le refroidissement des tubes est accéléré par un pulvérisateur à eau ou par immersion dans un bac.
Les fusils mitrailleurs (FM) étaient des MAC modèle 1924/1929 D, dont la portée maximale est de 3 000 mètres, avec une portée pratique de l'ordre de 600 mètres. L'alimentation du FM se fait par chargeurs droits de 25 cartouches, avec un stock de 14 000 par cloche GFM, 7 000 par FM de casemate et 1 000 pour un FM de porte ou de défense intérieure. La cadence de tir maximale est de 500 coups par minute, mais elle est normalement de 200 à 140 coups par minute,.

## Histoire
La construction de l'ouvrage a coûté un total de 11,4 millions de francs (valeur de décembre 1936).
L'ouvrage ne fut pas très actif lors de la bataille des Alpes en juin 1940, les combats se déroulant hors de portée de son armement. En 1945, les Allemands, pour couvrir leur retraite, firent sauter le bloc 2 qui ne fut jamais reconstruit, ainsi que l'usine.

### État actuel
Après 1945, l'ouvrage ne fut plus entretenu par l'armée et fut ouvert à tout vent, les souterrains furent pillés. Mis à part un réservoir d'eau dont les morceaux rouillés sont toujours là, l'ouvrage est désormais vide. Le bloc 3 n'est plus accessible à cause de la dégradation de l'escalier, mais les peintures murales faites par les soldats sont toujours visibles, plus ou moins couvertes de tags plus contemporains.